# Katara (yacht)
M/Y Katara är en megayacht tillverkad av Lürssen i Tyskland. Hon levererades 2010 till sin ägare schejk Hamad bin Khalifa, före detta emir av Qatar. Megayachten designades exteriört av Espen Øino medan interiören designades av Alberto Pinto. Katara är 124,4 meter lång och har en kapacitet upp till 34 passagerare. Den har en besättning på 95 besättningsmän samt en helikopter av modellen Eurocopter AS365 Dauphin.
Megayachten kostade $300 miljoner att bygga.

## Galleri

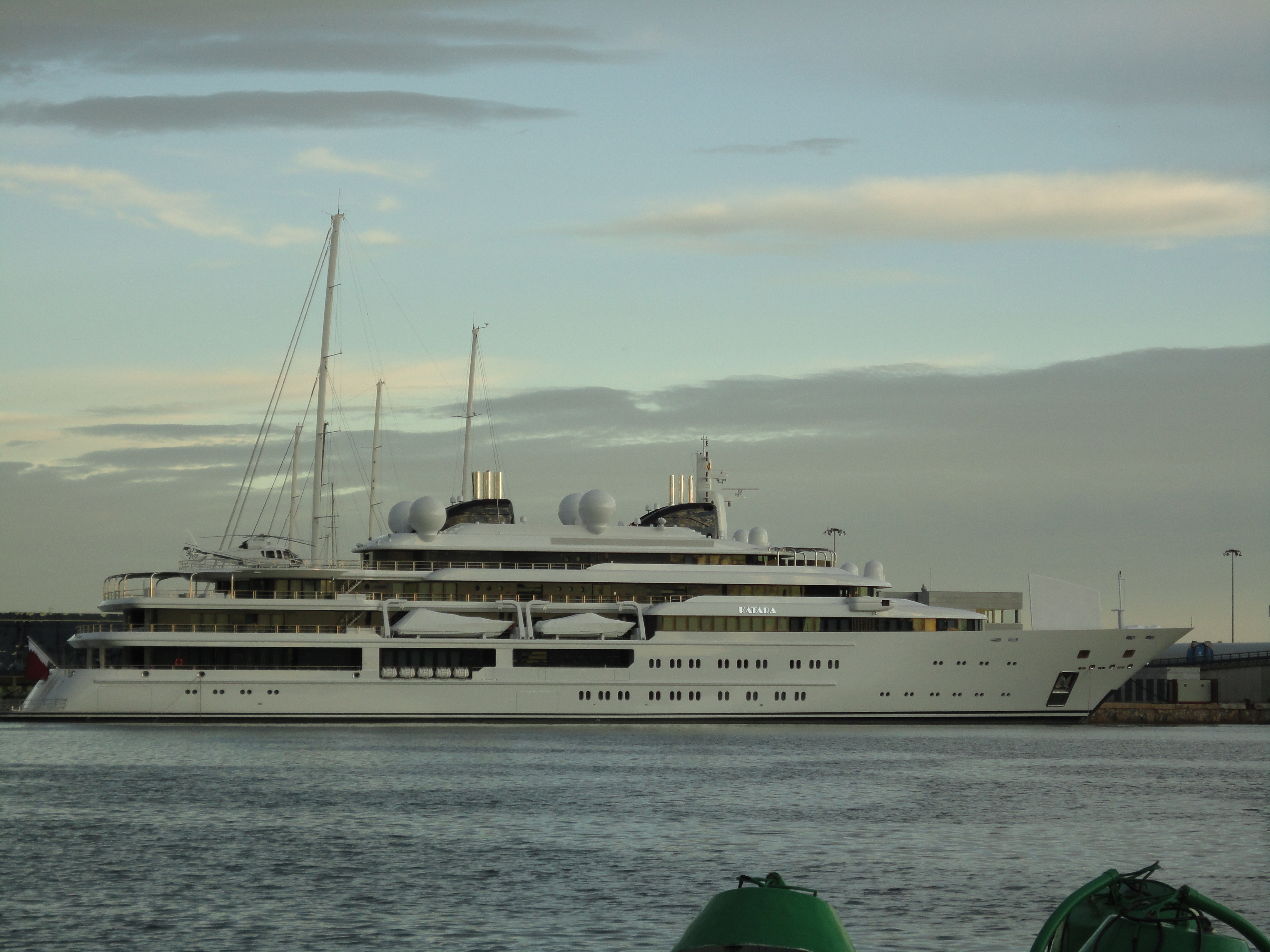
Katara i Tarragona i Spanien, 2010.
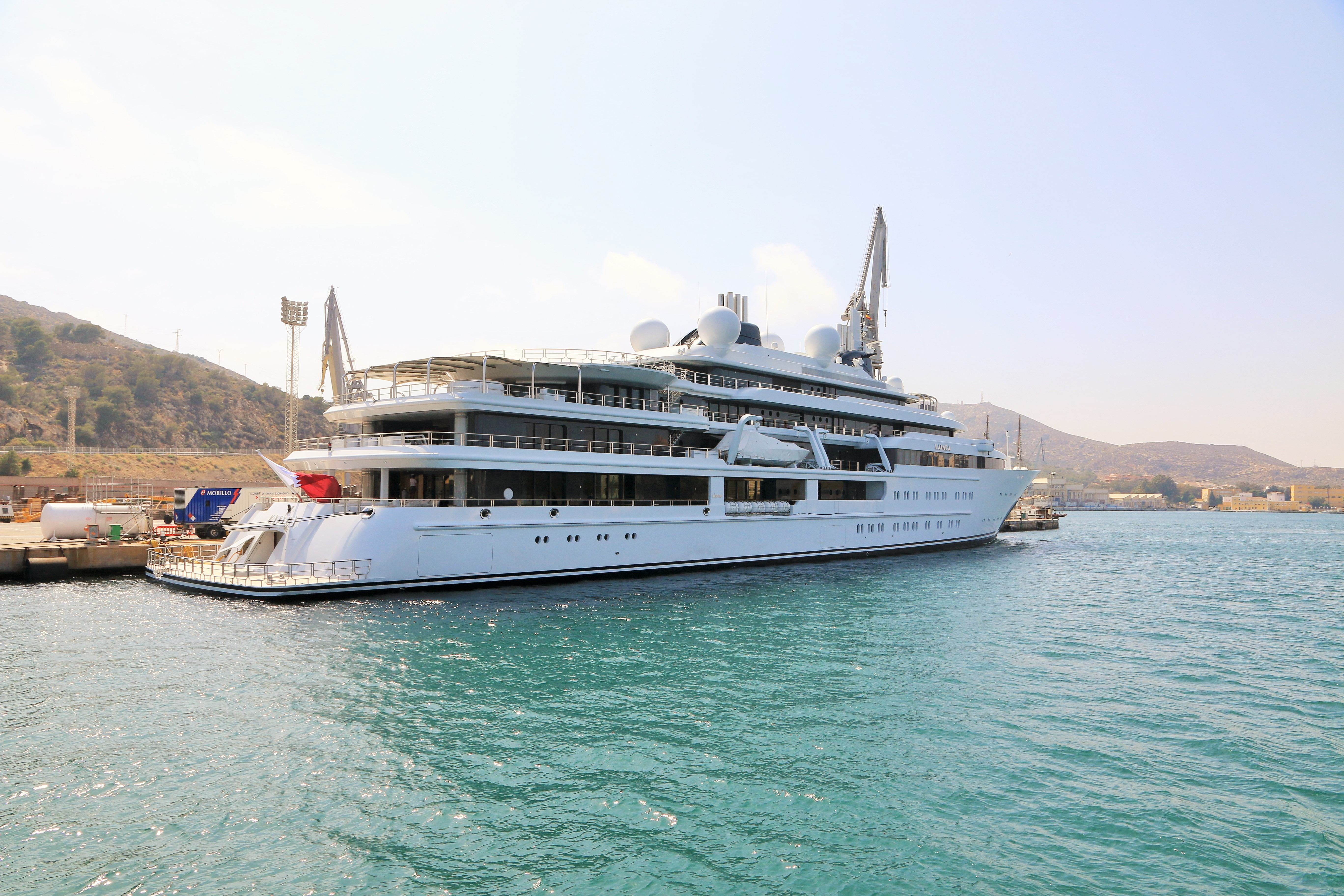
Katara i Cartagena i Spanien, 2016.